# Mr. Crocodile Dundee 2
Mr. Crocodile Dundee 2 ("Crocodile" Dundee II) è un film del 1988, diretto da John Cornell, con Paul Hogan. È preceduto da Mr. Crocodile Dundee e seguito da Crocodile Dundee 3.

## Trama
Il "selvaggio" Mick Crocodile Dundee, dopo aver lasciato l'Australia, suo paese natale, si è trasferito con Sue Charlton, un'intraprendente reporter, a New York. Qui si è fatto molti amici ed è divenuto assai popolare. Improvvisamente Mick e Sue vengono perseguitati da Rico, un boliviano, boss della cocaina, e dai suoi scagnozzi, poiché l'ex marito di Sue, dopo essere riuscito a fotografare in Colombia il covo dei trafficanti, prima di essere ucciso era riuscito a spedire alla donna tali fotografie. La banda sequestra Sue in piena strada e la conduce nella villa del boss. Mick interviene e, aiutato da una banda di punk, libera fortunosamente la donna.
A Mick e Sue non resta che tornarsene in Australia, dove Dundee possiede della terra e perfino una miniera (la "Pepitona Bang", eredità di uno zio). Ma Rico e i suoi si rifanno presto vivi: la coppia, che era stata accolta con vera gioia e simpatia sia da Wally Reilly sia dagli altri vecchi amici, è perseguitata, nell'intento di recuperare le fotografie accusatrici.
In fuga nella foresta, che però conosce a menadito, Mick, non solo ricorrendo a vecchi trucchi nei quali è maestro indiscusso, ma anche aiutato da una tribù di aborigeni australiani di cui è amico da sempre, avrà la meglio con la cattura o l'uccisione dei cattivi e, questa volta, resterà nel Continente australiano in cui è nato, unitamente alla graziosa compagna.

## Riconoscimenti
- 1989 - BMI Film & TV Award
  - BMI Film Music Award (Peter Best)
- 1988 - Golden Screen, Germany
  - Golden Screen